# Athies-sous-Laon
Athies-sous-Laon je francouzská obec v departementu Aisne v regionu Hauts-de-France. V roce 2012 zde žilo 2 624 obyvatel.

## Sousední obce
Bruyères-et-Montbérault, Eppes, Chambry, Laon, Parfondru, Samoussy

## Vývoj počtu obyvatel
Počet obyvatel